# Kamionka (Lubusz)
Pour les articles homonymes, voir Kamionka.
Kamionka (prononciation : [kaˈmjɔnka]) est un village polonais de la gmina de Nowogród Bobrzański dans le powiat de Zielona Góra de la voïvodie de Lubusz dans l'ouest de la Pologne.
Il se situe à environ 15 kilomètres à l'est de Nowogród Bobrzański (siège de la gmina) et 16 kilomètres au sud de Zielona Góra (siège du powiat et de la diétine régionale).
Le village comptait approximativement une population de 133 habitants en 2011.

## Histoire
Le nom allemand du village était Steinborn.
Après la Seconde Guerre mondiale, avec les conséquences de la Conférence de Potsdam et la mise en œuvre de la ligne Oder-Neisse, le village est intégré à la République populaire de Pologne. La population d'origine allemande est expulsée et remplacée par des polonais.
De 1975 à 1998, le village appartenait administrativement à la voïvodie de Zielona Góra.

Depuis 1999, il appartient administrativement à la voïvodie de Lubusz.